# Jack Charlton's Match Fishing
Jack Charlton's Match Fishing è un videogioco di pesca sportiva dotato di modalità multigiocatore, pubblicato nel 1985 per Commodore 64 e ZX Spectrum dalla britannica Alligata Software. Prende il nome dall'ex calciatore e allenatore Jack Charlton, anche un noto appassionato di pesca. Vennero annunciate anche versioni Amstrad CPC e BBC Micro, ma non risultano pubblicate.

## Modalità di gioco
Possono partecipare fino a 8 giocatori, a ciascuno dei quali viene assegnata casualmente una postazione di pesca in riva a un lago. L'obiettivo è accumulare il maggior peso totale di pesce pescato durante un periodo di tempo in minuti reali preventivamente deciso dai giocatori. L'azione in tempo reale è minima, ma avviene in simultanea, con tutti i giocatori radunati alla stessa tastiera.
Inizialmente a ciascuno viene fornita una descrizione testuale dettagliata delle acque vicino alla propria postazione. Quindi il giocatore effettua le scelte tecniche sul tipo di canna, mulinello, lenza, amo, esca, profondità più adatti alla situazione, e sulla distanza di lancio. Le impostazioni potranno anche essere cambiate successivamente, durante la gara.
Quando ha inizio la pesca vera e propria viene mostrata una scena idillica fissa di un lago con sfondo di montagne e bisogna soltanto attendere che un pesce abbocchi. Quando questo avviene, la postazione corrispondente lampeggia e il relativo giocatore deve rapidamente premere il tasto del proprio numero. Se lo preme in tempo viene mostrata una vista ravvicinata della sponda in sezione, con il pescatore e il pesce che si avvicina; con un'ulteriore pressione di un tasto al momento giusto, e se le scelte tecniche fatte sono adeguate, si può riuscire a prendere la preda, altrimenti vengono dati suggerimenti sul motivo del fallimento.

## Critica
Jack Charlton's Match Fishing è stato a volte ricordato come uno dei giochi più strani e mal riusciti. Le riviste britanniche dell'epoca comunque lo giudicarono spesso con valutazioni medie, oltre che negative. In entrambi i casi molte concordano che si trattava di un titolo adatto agli appassionati di pesca e di poco interesse per gli altri.